# Канадски војни полицијски корпус
Канадски војни полицијски корпус (енгл. Canadian Provost Corps) (активан 1939-1946), је био корпус војне полиције Канадске војске. Канадски ректорски корпус је добио овлашћења 15. јуна 1940. године. Канадски проректорски корпус спојен је са полицијским снагама Краљевске канадске морнарице и Краљевског канадског ваздухопловства да би 1968. постао нови, уједињени огранак канадских снага, познат као безбедносно-обавештајни огранак Канадских оружаних снага.

## Канадски војни полицијски корпус
Током првих година Првог светског рата, пуковска полиција је била једини полицијски елемент у канадској војсци. Ситуација је била таква да је 2. канадска дивизија поставила своје бригаде задужене за обезбеђење „Рововске полиције“ за обављање послова контроле саобраћаја.
Корпус канадске војне полиције формиран је током октобра 1917. године, са укупно 850 свих чинова. „ККВП” школа је формирана у Отави 1. јуна 1918, а затворена десет месеци касније 11. марта 1919. године сам Корпус је распуштен 30. јуна 1920. године.

## Краљевска канадска коњичка полиција
По избијању Другог светског рата, канадска војска је била без било каквог облика војне полиције. Дана 13. септембра 1939. године, Краљевска канадска коњичка полиција (АрСиЕмПи) је затражила и добила дозволу да формира чету Провост користећи добровољце из својих редова. Ово је означено као 1. провост чета (АрСиЕмПи), 1. канадске пешадијске дивизије, канадске активне службе. У почетку је у саставу имала 120 чланова, многи од њих су били у Великој Британији до краја 1939. године

## Други светски рат
Средином јуна 1940. године, Канадски ректорски корпус је званично настао из 1. Провост чете. Већи део 1940. године 1. чета Провост је била стационирана у Енглеској, али је учествовала у биткама током пада Француске (Брест, Лавал, Саблет и Шатобријан).
Центар за обуку канадског ректорског корпуса радио је од новембра 1942. до маја 1946. године, обучавајући укупно 1.897 припадника, рачунајући све чинове.
Током Другог светског рата, већина канадске војске у Енглеској била је стационирана у Олдершоту.
Канадски посланици су носили капе са црвеним врхом и били су наоружани револверима калибра .38 који су носили у футроли на левом куку, заједно са белим дезеном за појас, нараменицу и нараменицу на исти начин као Британски корпус војне полиције (КВП).
Корпус је први пут учествовао у акцији 18. августа 1942. у нападу у Дјеп. Од 41 члана који је учествовао, 22 се вратило у Енглеску, један је погинуо, осамнаест је заробљено (од тога седам је рањено). Током 1943. године, 1 Провост чета се укључила у операције на Сицилији (Па;ино, Валгуарнера, Асоро, Агира, Адрано и Регалбуто) и након преласка у Италију 3. септембра 1943. чета је наставила да подржава I канадски корпус као део Осме британске армије док се савезничке снаге ишле на север од врха Италије. Места на којима је 1 Провост компани била у акцијама су: Кампобасо, Торела, Мота Монтекорвино, Сан Леонардо, Ђули и Ортона 1943, Сан Никола, Сан Томасо, Касино II, линија Густав, долина Лири, Хитлерова линија и прелаз Гот Ламоне 1944, и Мизано Риџ, линија Римини, Сан Мартино, Сан Лоренцо и Фосо Векио 1945. У области Касина у Италији, канадски проректор је помагао британском ЦМП-у на „Аутопуту 6“, где се свакодневно управљало са 11.000 возила. Канађани су били део двадесет четири проректорске и саобраћајне компаније и два одсека Специјалне истражне јединице који су били придружени Осмој армији. 
Убрзо након искрцавања у Нормандији у јуну 1944. године, главни штаб 2. канадске линије комуникација (ЛК) и шест одељења били су распоређени у северној Француској на дужности контроле саобраћаја. 1 Провост компани је такође учествовала у акцији у Апелдорну у Холандији.
Када је чета враћена у Канаду, 18. октобра 1945, 1 Провост чета је деактивирана. До септембра 1945. чета је бројала 6.120 људи.

## Послератна историја
Канадска ректорска школа је формирана у Камп Бордену касних 1940-их, а до 1948. године у канадској војсци постојало је најмање десет проректорских компанија, укључујући пет проректорских чета милиције.
25 Провост одред је кренуо у Кореју 1950. године, где је формирао део Провост компани 1 дивизије Комонвелта. У пословнику ове јединице стајало је да је то једина интегрисана јединица те врсте у Савезничким снагама. Године 1955. корпус је распуштен а укупно 264 канадских војних полицајаца је служила у Кореји.
Од 23. новембра 1951. полицијски корпус 27. бригаде налазио се у Хановеру, Западна Немачка, са НАТО. У новембру 1958. Група 4. канадске пешадијске бригаде ротирала се у Немачку, а вод полицијског корпуса у Немачкој је преименован у вод бр.4.
Током 1968. године, вод је преименован у 4. вод војне полиције и налазио се у бази канадских снага Лар до повлачења 4. канадске механизоване борбене групе 1992. године.
Дана 1. фебруара 1968. године, војни полицијски корпус је престао да постоји, када су сви родови канадске војске уједињени у Канадске снаге и безбедност је постала одговорност безбедносно-обавештајног огранка канадских оружаних снага.